# Google Modular Data Center
Google Modular Data Centerは、一連の輸送コンテナから構築されたモジュラーデータセンターであり、Googleが一部のサーバーを収容するために使用したものである。 
データセンターの運用費用はそれぞれ6億ドルで、50〜103メガワットの電力を消費すると言われている 。Google platformを構成するコンピューティングリソースが収容されていた。 

## 歴史
Googleは2005年11月に、輸送用コンテナによるデータセンターに取り組んでいると報道された。このアイデアに関するグーグルの特許は、特許制度を通じて推進されており、2007年10月に取得が成功した。2009年、Googleは、最初のコンテナベースのデータセンターが2005年から稼働していることを発表した。 